# Světlík lékařský
Světlík lékařský (Euphrasia officinalis, též Euphrasia rostkoviana) je dvouděložná jednoletá rostlina patřící do čeledi zárazovité (Orobanchaceae). Původně byl rod Euphrasia zařazen do čeledi krtičníkovité. Lidově se nazývá Ambrožka.

## Popis
Světlík lékařský je poloparazitická rostlina. Lodyha světlíku je až 30 cm vysoká, větvená, měkce žláznatě pýřitá a bohatě listnatá. Listy jsou vejčitého tvaru, téměř objímavé, vstřícného postavení, ostře pilovité. Střední listy mají na okrajích z každé strany 3–6 špičatých zoubků bez ostnů. U listu světlíku je popsána značná proměnlivost ve tvaru.
Květní koruna je dvoupyská, přičemž horní pysk je krátký a dolní pysk je trojplátečný. Květy jsou asi 1 cm dlouhé, uspořádané do lichopřeslenů. Jsou bílé se žlutou trubkou, na spodním pysku je žlutá skvrna a jsou fialově žilkované. V některých případech může být celá koruna lilákově fialová. Kvete v rozmezí července až října. Stejně jako u listů i u květů existuje velká proměnlivost ve tvaru a zbarvení. Kořen je tenký, vřetenovitý, přizpůsobený k poloparazitickému způsobu výživy. Světlík se kořínky přisává na kořeny jiných rostlin a částečně se z nich vyživuje.

## Výskyt
Světlík lékařský se vyskytuje téměř v celé Evropě, na jihu Evropy je výskyt vzácnější. Preferuje slabě kyselé stanoviště, s písčitou, středně výživnou a vlhčí půdou. Snáší křemičité půdy, ale nesnáší vápnité půdy. Najdeme jej obvykle na vlhčích loukách, pastvinách i rašeliništích, méně na pasekách a okrajích lesů. Vyskytuje se například v porostech smilky tuhé (Nardus stricta) a psinečku obecného (Agrostis capillaris).

## Účinné látky
Užívaná část světlíku lékařského je nať (Herba eupharsiae). Obsahuje iridoidní glykosidy jako aucubin, euphrosid a catalpol, tříslovina typu gallotaninu, ligany, silici, flavonoidy, fenolkarbonové kyseliny, vitamín C, provitamín A a nepatrně i éterické oleje. Díky těmto látkám má lehce nahořklou chuť.

## Použití
Rostlina je hojně využívána v lidovém léčitelství, a to zejména při léčbě očních onemocnění, jako je zánět víček a spojivek způsobený katary, při únavě očí a zánětech sliznice horních cest dýchacích. Sušená droga světlíku se používá na kašel a chrapot, zejména však na záněty spojivek a proti únavě očí způsobené přílišným přetěžováním. Vnitřní užití ve formě čaje je neškodné, avšak k zevnímu použití se nedoporučuje. Zejména domácí přípravě obkladů a omývání ran je lepší se vyhýbat kvůli možným choroboplodným zárodkům ve vodě. Vhodnější je použít průmyslově vyráběné sterilní přípravky. Jiný zdroj však užívání k obkladům doporučuje. Nejčastěji se při očních potížích používá jako nálev, při trávicích a dýchacích potížích jako tablety.